# Галвестонский трамвай
Трамвай в Галвестоне (официальное название системы — англ. Galveston Island Trolley) — система исторического трамвая, действующая с 23 июля 1988 года в городе Галвестон, США. По состоянию на конец 2006 года протяжённость сети составляла 6,8 миль (10,9 км), имелось 22 остановки.
Трамвай эксплуатируется фирмой Island Transit, галвестонским оператором общественного транспорта.

## История
Современная трамвайная сеть — не первая, когда либо имевшаяся в этом городе. Конки появились здесь ещё в 1867 году. В качестве тягловых животных использовались мулы. В 1891 году началась электрификация сети. Электрический трамвай просуществовал в Галвестоне до мая 1938 года.
Трамвай вновь начал действовать в Галвестоне 23 июля 1988 года. Линия исторического трамвая связала исторический район Strand и расположенный рядом с пляжем район Seawall. В основном услугами этой линии пользовались туристы. В 1995 году линия была продлена.
14 мая 2005 года линия была продлена на полторы мили до медицинского факультета Университета Техаса. Теперь услугами трамвая стали часто пользоваться работники и студенты университета, а также пациенты университетской больницы, чему способствует тот факт, что они могут пользоваться трамваем бесплатно. Таким образом можно сказать, что трамвай постепенно перерос уровень туристического аттракциона и стал «серьёзным» видом общественного транспорта. До продления линии к университету 98 % пассажиров трамвая составляли туристы.
В будущем планируется расширение сети трамвая.

## Описание системы
Общая протяжённость системы — 6,8 миль (10,9 км). Способ размещения путей — совмещённый. Небольшие мастерские для технического обслуживания трамваев расположены на северной оконечности линии, рядом с бывшим вокзалом, ныне используемым под музей.

## Подвижной состав
Так как трамвай прежде всего был предназначен для перевозок туристов, заказанные для системы вагоны внешне выглядят как трамваи начала XX века. Однако в техническом плане они достаточно сильно отличаются от старинных вагонов, прежде всего — приводом. Трамваи имеют гибридную дизель-электрическую силовую установку, в которой дизельный агрегат даёт ток для тяговых электромоторов. Таким образом, трамваи не нуждаются в контактной сети.
Галвестонский трамвай — одна из немногих дизельных трамвайных систем в мире.
Трамваи — четырёхосные, с двухосными тележками. В каждом вагоне имеется сорок сидячих мест, ещё сорок пассажиров могут ехать стоя. Трамваи рассчитаны на работу со скоростью в 25 миль в час (40 км/ч). Каждый трамвай весит 65 000 фунтов (28,6 тонн). В 2005 году все вагоны были оборудованы кондиционерами.
Всего имеется четыре трамвая. Все они были построены фирмой Miner Railcar из Пенсильвании.